# Мода, Гуидо
Гуи́до Мо́да (итал. Guido Moda; 11 июля 1885, Милан, Италия — 5 ноября 1957, Бергамо, Ломбардия) — итальянский футболист и тренер.

## Карьера
На протяжении всей карьеры, Мода играл за «Милан» в общей сложности три раза, в период с 1903 по 1912 год. Дебютировал за «Милан» 6 марта 1904 года в матче против команды «Андреа Дориа». В сезоне 1909/10 он был капитаном «россонери». Всего за «Милан» он провёл 29 матчей, и дважды выиграл чемпионат.
Мода был тренером «Милана» с 1919 по 1921 год.

## Достижения
- Чемпион Италии: 1906, 1907